# 飯田市立動物園
飯田市立動物園（いいだしりつどうぶつえん）は、長野県飯田市にある市立の動物園。

## 概要
1953年（昭和28年）5月5日開園。飯田市のシンボルのりんご並木の南端にある。鳥類と哺乳類を中心に約60種を飼育する小規模な動物園。園内を走る豆汽車「弁慶四世号」やバッテリーカーなど子供向けの遊具などもある。入園が無料なので気軽に入れる。
エサやり体験も充実し、人気を博している。

## 利用情報
- 開園日
  - 休園日は毎週月曜日（月曜日が休日の場合は火曜日）、祝祭日の翌日、年末年始
- 開園時間
  - 午前9時から午後4時30分(年に数回「ナイトズー」として夜間営業もしている)
  - 入園は無料である

## 飼育動物
- アオボウシインコ
- アカハライモリ
- アネハヅル
- アメリカビーバー
- アライグマ
- アルパカ
- アンデスコンドル
- イシガメ
- ウサギ
- エミュー
- オシドリ
- カピバラ
- カンムリサケビドリ
- クサガメ
- ケヅメリクガメ
- ゴイサギ
- コフラミンゴ
- コモンマーモセット
- コモンリスザル
- チンチラ
- ドグエラヒヒ
- トビ
- ニホンカモシカ
- ニホンザル
- ニホンジカ
- ハクビシン
- パルマワラビー
- ヒツジ
- フサオマキザル
- フンボルトペンギン
- ポニー
- ホンドギツネ
- ホンドタヌキ
- マダガスカルゴキブリ
- マナヅル
- ミーアキャット
- ミシシッピアカミミガメ
- ミュラーテナガザル
- モルモット
- ヤギ
- ヨーロッパフラミンゴ
- ルリコンゴウインコ

## 交通機関
- 鉄道： 東海旅客鉄道（JR東海）飯田線「飯田駅」より徒歩15分
- 車: 中央自動車道「飯田インターチェンジ」より 国道256号線を飯田市街地方向へ3.8km、約15分
- 駐車場：市営扇町駐車場（動物園横）…120分無料、以後30分100円。24時間営業。

## 周辺情報
- 川本喜八郎人形美術館
- りんご並木
- 飯田城跡